# Tongas fotbollsförbund
Tongas fotbollsförbund, officiellt Tonga Football Association, är ett specialidrottsförbund som organiserar fotbollen i Tonga.
Förbundet grundades 1965 och gick med i OFC 1994. De anslöt sig till Fifa år 1994. Tongas fotbollsförbund har sitt huvudkontor i staden Nuku'alofa.